# Leonid Makarytjev
Leonid Makarytjev (russisk: Леонид Павлович Макарычев) (født 26. november 1927 i Sankt Petersborg i Sovjetunionen, død 25. marts 1988 i Sankt Petersborg i Sovjetunionen) var en sovjetisk filminstruktør.

## Filmografi
- Skvoz ogon (Сквозь огонь, 1982)[2][3]